# Pieve Porto Morone
Pieve Porto Morone är en ort och kommun i provinsen Pavia i regionen Lombardiet i Italien. Kommunen hade 2 660 invånare (2018).